# 121 TCN
Năm 121 TCN là một năm trong lịch Julius. 